# Hyllisia delicatula
Hyllisia delicatula là một loài bọ cánh cứng trong họ Cerambycidae.